# مسكوفيت

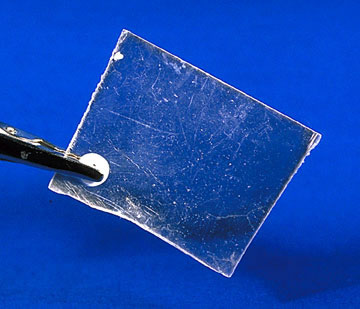
ورقة مسكوفيت

مسكوفيت (بالإنجليزية: Muscovite)‏ يعرف أيضا باسم الميكا البيضاء، أو الميكا البوتاسية. يتبلور المعدن في نظام الميل الواحد، نظام المنشور. الزاوية المحورية بين أ، جـ )زاوية بيتا( =°90 تقريبا، يوجد في هيئة صفائح كبيرة أو صغيرة أو في هيئة قشور قد تكون متجمعة في هيئة ريشية أو كروية.
التركيب الكيميائي:
KAl2[(OH,F)2|AlSi3O10
يتميز المعدن بانفصامه القاعدي الكامل {100} الذي يؤدي إلى فصل المعدن إلى صفائح رقيقة مرنة:
- الصلادة=2 إلى 2.5
- الكثافة النوعية=2.76 إلى 3.1
- البريق : زجاجي أو حريري أو لؤلؤي. شفاف عديم اللون في الصفائح الرقيقة أما الصفائح السميكة فهي نصف شفافة فتبدو ذات ظلال باهتة من الألوان الصفراء أو الخضراء أو الحمراء. درجة الانصهار=5.

## اقرأ أيضا
- أوليفين (معدن)
- بيروكسين
- ريوليت